# Duitsland op de Olympische Zomerspelen 2004
Duitsland nam deel aan de Olympische Zomerspelen 2004 in Athene, Griekenland. Net als bij de vorige editie werden 13 gouden medailles gewonnen. Het totaal daalde echter van 56 naar 49. In het medailleklassement zakte Duitsland een plaats en eindigde als zesde.

## Medailleoverzicht
| Sport          | Olympiër | Discipline                 | Medaille |
| -------------- | --- | -------------------------- | -------- |
| Gymnastiek     | Anna Dogonadze | trampoline (v)             | Goud     |
| Hockey         | Tina Bachmann Badri Latif Caroline Casaretto Heike Lätzsch Nadine Ernsting-Krienke Sonja Lehmann Franziska Gude Silke Müller Mandy Haase Fanny Rinne Natascha Keller Marion Rodewald Denise Klecker Louisa Walter Anke Kühn Julia Zwehl                        | vrouwen                    | Goud     |
| Judo           | Yvonne Bönisch | -57kg (v)                  | Goud     |
| Kanovaren      | Andreas Dittmer | K-1 500m (m)               | Goud     |
| Kanovaren      | Ronald Rauhe Tim Wieskötter | K-2 500m (m)               | Goud     |
| Kanovaren      | Christian Gille Tomasz Wylenzek | K-2 1000m (m)              | Goud     |
| Kanovaren      | Birgit Fischer Carolin Leonhardt Maike Nollen Katrin Wagner | K-4 500m (v)               | Goud     |
| Paardensport   | Heike Kemmer Ulla Salzgeber Martin Schaudt Hubertus Schmidt | dressuur team              | Goud     |
| Roeien         | Katrin Rutschow-Stomporowski | skiff (v)                  | Goud     |
| Roeien         | Kathrin Boron Meike Evers Manuela Lutze Kerstin Kowalski | dubbel-vier (v)            | Goud     |
| Schieten       | Ralf Schumann | 25m snelvuurpistool (m)    | Goud     |
| Schieten       | Manfred Kurzer | 10m bewegend doel (m)      | Goud     |
| Wielrennen     | Jens Fiedler Stefan Nimke René Wolff | sprint team (m)            | Goud     |
| Atletiek       | Steffi Nerius | speerwerpen (v)            | Zilver   |
| Atletiek       | Nadine Kleinert | kogelstoten (v)            | Zilver   |
| Handbal        | Torsten Jansen Klaus-Dieter Petersen Stefan Kretzschmar Florian Kehrmann Volker Zerbe Jan Olaf Immel Christian Zeitz Pascal Hens Frank Von Behren Henning Fritz Daniel Stephan Mark Dragunski Christian Schwarzer Markus Baur Christian Ramota                 | mannen                     | Zilver   |
| Kanovaren      | Marcus Becker Stefan Henze | C-2 slalom (m)             | Zilver   |
| Kanovaren      | Bjoern Bach Andreas Ihle Stefan Ulm Mark Zabel | K-4 1000m (m)              | Zilver   |
| Kanovaren      | Andreas Dittmer | C-1 1000m (m)              | Zilver   |
| Kanovaren      | Birgit Fischer Carolin Leonhardt | K-2 500m (v)               | Zilver   |
| Paardensport   | Ulla Salzgeber | dressuur individueel       | Zilver   |
| Roeien         | Britta Oppelt Peggy Waleska | dubbel-twee (v)            | Zilver   |
| Roeien         | Claudia Blasberg Daniela Reimer | lichte dubbel-twee (v)     | Zilver   |
| Schermen       | Claudia Bokel Imke Duplitzer Britta Heidemann | degen team (m)             | Zilver   |
| Schietsport    | Christian Lusch | 50m geweer 3 houdingen (m) | Zilver   |
| Schoonspringen | Tobias Schellenberg Andreas Wels | 3m plank (m)               | Zilver   |
| Tennis         | Nicolas Kiefer Rainer Schüttler | dubbelspel (m)             | Zilver   |
| Wielrennen     | Judith Arndt | wegwedstrijd (m)           | Zilver   |
| Zwemmen        | Lars Conrad Steffen Driesen Jens Kruppa Helge Folkert Meeuw Thomas Rupprath | 4x100m wisselslag (m)      | Zilver   |
| Boksen         | Rustamhodza Rahimov | -51kg (m)                  | Brons    |
| Boksen         | Vitali Tajbert | -57kg (m)                  | Brons    |
| Gymnastiek     | Henrik Stehlik | trampoline (m)             | Brons    |
| Hockey         | Clemens Arnold Björn Michel Christoph Bechmann Sascha Reinelt Sebastian Biederlack Justus Scharowsky Philipp Crone Christian Schulte Eike Duckwitz Timo Weß Christoph Eimer Tibor Weißenborn Björn Emmerling Matthias Witthaus Florian Kunz Christopher Zeller | mannen                     | Brons    |
| Judo           | Michael Jurack | +100kg (m)                 | Brons    |
| Judo           | Julia Matijass | -48kg (v)                  | Brons    |
| Judo           | Annett Böhm | -70kg (v)                  | Brons    |
| Kanovaren      | Stefan Pfannmoeller | C-1 slalom (m)             | Brons    |
| Paardensport   | Marco Kutscher | springconcours individueel | Brons    |
| Paardensport   | Marco Kutscher Christian Ahlmann Otto Becker | springconcours team        | Brons    |
| Schermen       | Joerg Fiedler Sven Schmid Daniel Striger | degen team (m)             | Brons    |
| Voetbal        | Isabell Bachor Navina Omilade Kerstin Garefrekes Conny Pohlers Sarah Günther Silke Rottenberg Ariane Hingst Petra Wimbersky Steffi Jones Pia Wunderlich Renate Lingor Sonja Fuss Sandra Minnert Birgit Prinz Martina Müller Kerstin Stegemann Viola Odebrecht  | vrouwen                    | Brons    |
| Wielrennen     | Stefan Nimke | tijdrit (m)                | Brons    |
| Wielrennen     | René Wolff | sprint (m)                 | Brons    |
| Wielrennen     | Guido Fulst | puntenkoers (m)            | Brons    |
| Wielrennen     | Sabine Spitz | mountainbike (v)           | Brons    |
| Zwemmen        | Antje Buschschulte | 200m rugslag (v)           | Brons    |
| Zwemmen        | Anne Poleska | 200m schoolslag (v)        | Brons    |
| Zwemmen        | Antje Buschschulte Franziska Van Almsick Petra Dallmann Janina Kristin Goetz Sara Harstick Hannah Stockbauer | 4x200m vrijeslag (v)       | Brons    |
| Zwemmen        | Antje Buschschulte Franziska Van Almsick Daniela Gotz Sarah Poewe | 4x100m wisselslag (v)      | Brons    |

## Deelnemers en resultaten per onderdeel

### Atletiek
| Olympiër                                                  | Discipline               | Resultaat | Prestatie                                                                                       |
| --------------------------------------------------------- | ------------------------ | --------- | ----------------------------------------------------------------------------------------------- |
| Alexander Kosenkow                                        | 100m (m)                 | 22e       | serie 8: 4e in 10,28 kwartfinale 4: 6e in 10,24                                                 |
| Sebastian Ernst                                           | 200m (m)                 | 9e        | serie 7: 1e in 20,47 kwartfinale 3: 3e in 20,36 halve finale 2: 5e in 20,63                     |
| Till Helmke                                               | 200m (m)                 | 22e       | serie 6: 5e in 20,72 kwartfinale 2: 4e in 20,76                                                 |
| Tobias Unger                                              | 200m (m)                 | 7e        | serie 4: 2e in 20,65 kwartfinale 1: 3e in 10,30 halve finale 1: 4e in 20,54 finale: 7e in 20,64 |
| Ingo Schultz                                              | 400m (m)                 | 21e       | serie 6: 2e in 45,88 halve finale 3: 7e in 46,23                                                |
| René Herms                                                | 800m (m)                 | 15e       | serie 1: 2e in 1.45,83 halve finale 1: 8e in 1.47,68                                            |
| Wolfram Mueller                                           | 1500m (m)                | 31e       | serie 1: 9e in 3.46,75                                                                          |
| Jerome Crews                                              | 110m horden (m)          | 41e       | serie 1: 7e in 13,83                                                                            |
| Mike Fenner                                               | 110m horden (m)          | 17e       | serie 5: 3e in 13,53 kwartfinale 2: 5e in 13,53                                                 |
| Ronny Ostwald Tobias Unger Alexander Kosenkow Till Helmke | 4x100m (m)               | 9e        | serie 1: 6e in 38,64                                                                            |
| Ingo Schultz Kamghe Gaba Ruwen Faller Bastian Swillims    | 4x400m (m)               | 7e        | serie 1: 3e in 3.02,77 finale: 7e in 3.02,22                                                    |
| André Höhne                                               | 20km snelwandelen (m)    | 8e        | 1:21.56                                                                                         |
| Andreas Erm                                               | 50km snelwandelen (m)    | DSQ       | gediskwalificeerd                                                                               |
| André Höhne                                               | 50km snelwandelen (m)    | DNF       | niet gefinisht                                                                                  |
| Nils Winter                                               | verspringen (m)          | 31e       | kwalificatie groep B: 15e met 7,51m                                                             |
| Charles Michael Friedek                                   | hink-stap-springen (m)   | DNF       | kwalificatie groep A: geen geldige poging                                                       |
| Andreas Pohle                                             | hink-stap-springen (m)   | 31e       | kwalificatie groep B: 15e met 16,29m                                                            |
| Roman Fricke                                              | hoogspringen (m)         | 25e       | kwalificatie groep A: 14e met 2,20m                                                             |
| Lars Boergeling                                           | polsstokhoogspringen (m) | 6e        | kwalificatie groep A: 1e met 5,70m finale: 6e met 5,75m                                         |
| Danny Ecker                                               | polsstokhoogspringen (m) | 5e        | kwalificatie groep B: 4e met 5,70m finale: 5e met 5,75m                                         |
| Tim Lobinger                                              | polsstokhoogspringen (m) | 11e       | kwalificatie groep B: 7e met 5,70m finale: 11e met 5,55m                                        |
| Ralf Bartels                                              | kogelstoten (m)          | 7e        | kwalificatie groep A: 2e met 20,65m finale: 7e met 20,26m                                       |
| Detlef Bock                                               | kogelstoten (m)          | 33e       | kwalificatie groep A: 16e met 18,89m                                                            |
| Peter Sack                                                | kogelstoten (m)          | 28e       | kwalificatie groep B: 14e met 19,09m                                                            |
| Michael Möllenbeck                                        | discuswerpen (m)         | 21e       | kwalificatie groep B: 11e met 59,79m                                                            |
| Lars Riedel                                               | discuswerpen (m)         | 7e        | kwalificatie groep B: 2e met 64,20m finale: 7e met 62,80m                                       |
| Torsten Schmidt                                           | discuswerpen (m)         | 9e        | kwalificatie groep A: 5e met 63,40m finale: 9e met 61,18m                                       |
| Peter Esenwein                                            | speerwerpen (m)          | 20e       | kwalificatie groep B: 11e met 78,41m                                                            |
| Boris Henry                                               | speerwerpen (m)          | DNS       | kwalificatie groep B: niet gestart                                                              |
| Christian Nicolay                                         | speerwerpen (m)          | 16e       | kwalificatie groep A: 8e met 79,77m                                                             |
| Markus Esser                                              | kogelslingeren (m)       | 11e       | kwalificatie groep A: 2e met 77,49m finale: 11e met 72,51m                                      |
| Karsten Kobs                                              | kogelslingeren (m)       | 8e        | kwalificatie groep B: 8e met 76,69m finale: 8e met 76,30m                                       |
| Stefan Drews                                              | tienkamp (m)             | 19e       | 7924 punten                                                                                     |
| Dennis Leyckes                                            | tienkamp (m)             | DNF       | niet gefinisht                                                                                  |
| Florian Schoenbeck                                        | tienkamp (m)             | 12e       | 8077 punten                                                                                     |
|                                                           |                          |           |                                                                                                 |
| Sina Schielke                                             | 100m (v)                 | 36e       | serie 4: 6e in 11,46                                                                            |
| Claudia Gesell                                            | 800m (v)                 | 29e       | serie 4: 4e in 2.03,87                                                                          |
| Irina Mikitenko                                           | 5000m (v)                | 7e        | serie 1: 6e in 15.02,16 finale: 7e in 15.03,36                                                  |
| Sabrina Mockenhaupt                                       | 10000m (v)               | 15e       | 32.00,85                                                                                        |
| Kirsten Bolm                                              | 100m horden (v)          | DNF       | serie 5: 4e in 12,85 halve finale 2: niet gefinisht                                             |
| Nadine Hentschke                                          | 100m horden (v)          | 28e       | serie 2: 6e in 13,36                                                                            |
| Juliane Sprenger-Afflerbach                               | 100m horden (v)          | 26e       | serie 1: 6e in 13,28                                                                            |
| Stephanie Kampf                                           | 400m horden (v)          | DNS       | serie 3: niet gestart                                                                           |
| Ulrike Urbansky                                           | 400m horden (v)          | 15e       | serie 1: 2e in 55,15 halve finale 1: 7e in 56,44                                                |
| Katja Wakan Birgit Rockmeier Marion Wagner Sina Schielke  | 4x100m (v)               | 12e       | serie 1: 6e in 43,64                                                                            |
| Claudia Hoffman Claudia Marx Jana Neubert Grit Breuer     | 4x400m (v)               | 10e       | serie 2: 4e in 3.27,75                                                                          |
| Ulrike Maisch                                             | marathon (v)             | DNF       | niet gefinisht                                                                                  |
| Luminita Zaituy                                           | marathon (v)             | 18e       | 2:36.45                                                                                         |
| Melanie Seeger                                            | 20km snelwandelen (v)    | 16e       | 1:31.59                                                                                         |
| Sabine Zimmer                                             | 20km snelwandelen (v)    | 5e        | 1:29.52                                                                                         |
| Bianca Kappler                                            | verspringen (v)          | 8e        | kwalificatie groep A: 4e met 6,69m finale: 8e met 6,66m                                         |
| Caroline Hingst                                           | polsstokhoogspringen (v) | 22e       | kwalificatie groep B: 12e met 4,30m                                                             |
| Floe Kuehnert                                             | polsstokhoogspringen (v) | 24e       | kwalificatie groep A: 13e met 4,15m                                                             |
| Silke Spiegelburg                                         | polsstokhoogspringen (v) | 13e       | kwalificatie groep B: 9e met 4,40m finale: 13e met 4,20m                                        |
| Nadine Beckel                                             | kogelstoten (v)          | 23e       | kwalificatie groep B: 13e met 17,11m                                                            |
| Nadine Kleinert                                           | kogelstoten (v)          | Zilver    | kwalificatie groep A: 4e met 18,65m finale: 2e met 19,55m                                       |
| Astrid Kumbernuss                                         | kogelstoten (v)          | 16e       | kwalificatie groep B: 9e met 17,89m                                                             |
| Franka Dietzsch                                           | discuswerpen (v)         | 27e       | kwalificatie groep A: 14e met 58,12m                                                            |
| Steffi Nerius                                             | speerwerpen (v)          | Zilver    | kwalificatie groep A: 4e met 62,14m finale: 2e met 65,82m                                       |
| Christina Obergfoell                                      | speerwerpen (v)          | 15e       | kwalificatie groep A: 10e met 60,41m                                                            |
| Annika Suthe                                              | speerwerpen (v)          | 21e       | kwalificatie groep B: 10e met 58,70m                                                            |
| Andrea Bunjes                                             | kogelslingeren (v)       | 11e       | kwalificatie groep A: 3e met 70,73m finale: 11e met 68,40m                                      |
| Betty Heidler                                             | kogelslingeren (v)       | 15e       | kwalificatie groep B: 4e met 69,81m finale: 4e met 72,73m (NR)                                  |
| Susanne Keil                                              | kogelslingeren (v)       | 21e       | kwalificatie groep B: 11e met 66,35m                                                            |
| Karin Ertl                                                | zevenkamp (v)            | 17e       | 6095 punten                                                                                     |
| Sonja Kesselschlager                                      | zevenkamp (v)            | 6e        | 6287 punten                                                                                     |
| Claudia Tonn                                              | zevenkamp (v)            | 12e       | 6155 punten                                                                                     |

### Badminton
| Olympiër                      | Discipline     | Resultaat | Prestatie                                                                                                 |
| ----------------------------- | -------------- | --------- | --- |
| Björn Joppien                 | enkelspel (m)  | 9e        | 1e ronde: W van FIN Salo: 14-17, 15-7, 15-11 2e ronde: V van SIN Susilo: 11-15, 6-15                      |
|                               |                |           | |
| Xu Huaiwen                    | enkelspel (v)  | 17e       | 1e ronde: V van CHN Zhou: 11-9, 5-11, 2-11                                                                |
| Juliane Schenk                | enkelspel (v)  | 17e       | 1e ronde: V van GBR Hallam: 7-11, 11-6, 9-11                                                              |
| Nicole Grether Juliane Schenk | dubbelspel (v) | 9e        | 1e ronde: W van RSA Botts/Edwards: 15-0, 15-0 2e ronde: V van DEN Jørgensen/Olsen: 12-15, 17-16, 5-15     |
|                               |                |           | |
| Björn Siegemund Nicol Pitro   | dubbelspel (g) | 9e        | 1e ronde: W van AUS Denney/Wilson-Smith: 15-5, 8-15, 15-4 2e ronde: V van GBR Emms/Robertson: 11-15, 4-15 |

### Boksen
| Olympiër            | Discipline | Resultaat | Prestatie |
| ------------------- | ---------- | --------- | --- |
| Rustamhodza Rahimov | -51kg (m)  | Brons     | 1e ronde: vrij 2e ronde: W van COL Escandon: 25-15 kwartfinale: W van NAM Ambunda: 28-15 halve finale: V van CUB Toledano: 11-20                                           |
| Vitali Tajbertv     | -57kg (m)  | Brons     | 1e ronde: W van ARG Brizuela: scheidsrechterlijke beslissing 2e ronde: W van FRA Djelkhir: 40-26 kwartfinale: W van CUB Vazquez: 34-26 halve finale: V van PRK Song: 24-29 |
| Lukas Wilaschek     | -75kg (m)  | 9e        | 1e ronde: W van AUS Pittman: 24-23 2e ronde: V van UKR Maskin: 24-34 |
| Lukas Wilaschek     | +91kg (m)  | 9e        | 1e ronde: V van KAZ Dildabekov: 18-28 |

### Boogschieten
| Olympiër                                 | Discipline      | Resultaat | Prestatie |
| ---------------------------------------- | --------------- | --------- | --- |
| Michael Frankenberg                      | individueel (m) | 21e       | plaatsingsronde: 21e met 657 punten 1e ronde: W van RUS Nevmerzhitsky: 140-135 2e ronde: V van AUS Cuddihy: 163-164 |
|                                          |                 |           | |
| Anja Hitzler                             | individueel (m) | 21e       | plaatsingsronde: 23e met 632 punten 1e ronde: W van TUR Günay: 163-152 2e ronde: V van TPE Wu: 158-158 (8-9)        |
| Wiebke Nulle                             | individueel (m) | 48e       | plaatsingsronde: 20e met 640 punten 1e ronde: V van TUR Şatır: 135-135 (7-10)                                       |
| Cornelia Pfohl                           | individueel (m) | 22e       | plaatsingsronde: 18e met 638 punten 1e ronde: W van CAN Baudet: 146-128 2e ronde: V van RUS Galinovskaya: 156-158   |
| Anja Hitzler Wiebke Nulle Cornelia Pfohl | team (m)        | 7e        | plaatsingsronde: 6e met 1890 punten 1e ronde: W van Rusland: 238-234 kwartfinale: V van Chinees Taipei: 230-233     |

### Gewichtheffen
| Olympiër        | Discipline | Resultaat | Prestatie                                                      |
| --------------- | ---------- | --------- | -------------------------------------------------------------- |
| Rene Hoch       | -77kg (m)  | 19e       | trekken: 21e met 142,5kg stoten: 19e met 170kg totaal: 312,5kg |
| Ingo Steinhöfel | -77kg (m)  | 13e       | trekken: 17e met 150kg stoten: 13e met 185kg totaal: 335kg     |
| Andre Rohde     | -105kg (m) | 10e       | trekken: 14e met 177,5kg stoten: 9e met 217,5kg totaal: 395kg  |
| Ronny Weller    | -105kg (m) | DNF       | trekken: 6e met 195kg stoten: geen geldige poging              |

### Gymnastiek
| Olympiër                                                                                          | Discipline               | Resultaat | Prestatie                                                         |
| Ritmisch                                                                                          | Ritmisch                 | Ritmisch  | Ritmisch                                                          |
| ------------------------------------------------------------------------------------------------- | ------------------------ | --------- | ----------------------------------------------------------------- |
| Lisa Ingildeeva                                                                                   | individueel (v)          | 19e       | kwalificatie: 19e met 87,725 punten                               |
| Trampoline                                                                                        |                          |           |                                                                   |
| Henrik Stehlik                                                                                    | trampoline (m)           | Brons     | kwalificatie: 1e met 69,10 punten finale: 3e met 40,80 punten     |
|                                                                                                   |                          |           |                                                                   |
| Anna Dogonadze                                                                                    | trampoline (v)           | Goud      | kwalificatie: 2e met 66,70 punten finale: 1e met 39,60 punten     |
| Turnen                                                                                            |                          |           |                                                                   |
| Fabian Hambüchen                                                                                  | brug (m)                 | 7e        | kwalificatie: 6e met 9,737 punten finale: 7e met 9,700 punten     |
| Fabian Hambüchen                                                                                  | meerkamp individueel (m) | 21e       | kwalificatie: 21e met 56,061 punten finale: 23e met 54,823 punten |
| Sven Kwiatkowski                                                                                  | meerkamp individueel (m) | 24e       | kwalificatie: 24e met 55,835 punten                               |
| Sergei Pfeifer                                                                                    | meerkamp individueel (m) | 21e       | kwalificatie: 23e met 55,987 punten finale: 21e met 55,385 punten |
| Thomas Andergassen Matthias Fahrig Fabian Hambüchen Robert Juckel Sven Kwiatkowski Sergei Pfeifer | meerkamp team (m)        | 8e        | kwalificatie: 8e met 226,980 punten finale: 8e met 167,372 punten |
|                                                                                                   |                          |           |                                                                   |
| Lisa Brüggemann                                                                                   | meerkamp individueel (v) | 41e       | kwalificatie: 41e met 35,799 punten                               |
| Yvonne Musik                                                                                      | meerkamp individueel (v) | 45e       | kwalificatie: 45e met 35,611 punten                               |

### Handbal
| Olympiër | Discipline | Resultaat | Prestatie |
| --- | ---------- | --------- | --- |
| Torsten Jansen Klaus-Dieter Petersen Stefan Kretzschmar Florian Kehrmann Volker Zerbe Jan Olaf Immel Christian Zeitz Pascal Hens Frank Von Behren Henning Fritz Daniel Stephan Mark Dragunski Christian Schwarzer Markus Baur Christian Ramota | mannen     | Zilver    | groep B: W van Griekenland: 28-18 W van Egypte: 26-14 W van Brazilië: 34-21 V van Hongarije: 29-30 V van Frankrijk: 22-27 kwartfinale: W van Spanje: 32-30 halve finale: W van Rusland: 21-15 finale: V van Kroatië: 24-26 |

| Groep B |             |             |             |             |             |            |            |            |        |
| #       | Land        | Wedstrijden | Wedstrijden | Wedstrijden | Wedstrijden | Doelpunten | Doelpunten | Doelpunten | Punten |
| #       | Land        | G           | W           | G           | V           | V          | T          | Saldo      | Punten |
| 1       | Frankrijk   | 5           | 5           | 0           | 0           | 135        | 108        | +27        | 10     |
| 2       | Hongarije   | 5           | 4           | 0           | 1           | 132        | 124        | +8         | 8      |
| 3       | Duitsland   | 5           | 3           | 0           | 2           | 139        | 110        | +29        | 6      |
| 4       | Griekenland | 5           | 2           | 0           | 3           | 117        | 130        | -13        | 4      |
| 5       | Brazilië    | 5           | 1           | 0           | 4           | 105        | 133        | -28        | 2      |
| 5       | Egypte      | 5           | 0           | 0           | 5           | 110        | 133        | -23        | 0      |

| Ronde        | Datum  | Plaats    | Land  | Score       | Land |
| ------------ | ------ | --------- | ----- | ----------- | ---- |
| Groepsfase   |        |           |       |             |      |
| 16 augustus  | Athene | Duitsland | 28-18 | Griekenland |      |
| 16 augustus  | Athene | Egypte    | 14-26 | Duitsland   |      |
| 18 augustus  | Athene | Duitsland | 34-21 | Brazilië    |      |
| 20 augustus  | Athene | Hongarije | 30-29 | Duitsland   |      |
| 22 augustus  | Athene | Duitsland | 22-27 | Frankrijk   |      |
| Kwartfinale  |        |           |       |             |      |
| 24 augustus  | Athene | Duitsland | 32-30 | Spanje      |      |
| Halve finale |        |           |       |             |      |
| 27 augustus  | Athene | Duitsland | 21-15 | Rusland     |      |
| Finale       |        |           |       |             |      |
| 29 augustus  | Athene | Kroatië   | 26-24 | Duitsland   |      |

### Hockey

#### Mannen
| Olympiër | Discipline | Resultaat | Prestatie |
| --- | ---------- | --------- | --- |
| Clemens Arnold Björn Michel Christoph Bechmann Sascha Reinelt Sebastian Biederlack Justus Scharowsky Philipp Crone Christian Schulte Eike Duckwitz Timo Weß Christoph Eimer Tibor Weißenborn Björn Emmerling Matthias Witthaus Florian Kunz Christopher Zeller | mannen     | Brons     | groep A: 2e W van Pakistan: 2-1 G van Spanje: 1-1 W van Egypte: 6-1 W van Groot-Brittannië: 4-1 G van Zuid-Korea: 2-2 halve finale: V van Nederland: 2-3 bronzen finale: W van Spanje: 4-3 |

| Groep A |                  |             |             |             |             |            |            |            |        |
| #       | Land             | Wedstrijden | Wedstrijden | Wedstrijden | Wedstrijden | Doelpunten | Doelpunten | Doelpunten | Punten |
| #       | Land             | G           | W           | G           | V           | V          | T          | Saldo      | Punten |
| 1       | Spanje           | 5           | 3           | 2           | 0           | 14         | 3          | +11        | 11     |
| 2       | Duitsland        | 5           | 3           | 2           | 0           | 15         | 6          | +9         | 11     |
| 3       | Pakistan         | 5           | 3           | 0           | 2           | 19         | 8          | +11        | 9      |
| 4       | Zuid-Korea       | 5           | 2           | 1           | 1           | 17         | 8          | +9         | 8      |
| 5       | Groot-Brittannië | 5           | 1           | 0           | 4           | 9          | 21         | −12        | 3      |
| 6       | Egypte           | 5           | 0           | 2           | 3           | 2          | 30         | −28        | 0      |

| Ronde        | Datum  | Plaats     | Land | Score            | Land |
| ------------ | ------ | ---------- | ---- | ---------------- | ---- |
| Groepsfase   |        |            |      |                  |      |
| 15 augustus  | Athene | Duitsland  | 2-1  | Pakistan         |      |
| 17 augustus  | Athene | Spanje     | 1-1  | Duitsland        |      |
| 19 augustus  | Athene | Duitsland  | 6-1  | Egypte           |      |
| 21 augustus  | Athene | Duitsland  | 4-1  | Groot-Brittannië |      |
| 23 augustus  | Athene | Argentinië | 2-2  | Duitsland        |      |
| Halve finale |        |            |      |                  |      |
| 25 augustus  | Athene | Nederland  | 3-2  | Duitsland        |      |
| Finale       |        |            |      |                  |      |
| 27 augustus  | Athene | Duitsland  | 4-3  | Spanje           |      |

#### Vrouwen
| Olympiër | Discipline | Resultaat | Prestatie |
| --- | ---------- | --------- | --- |
| Tina Bachmann Badri Latif Caroline Casaretto Heike Lätzsch Nadine Ernsting-Krienke Sonja Lehmann Franziska Gude Silke Müller Mandy Haase Fanny Rinne Natascha Keller Marion Rodewald Denise Klecker Louisa Walter Anke Kühn Julia Zwehl | vrouwen    | Goud      | groep B: 2e W van Australië: 2-1 V van Nederland: 1-4 V van Zuid-Afrika: 0-3 W van Zuid-Korea: 3-3 halve finale: W van China: 0-0 (4-3) finale: W van Nederland: 2-1 |

| Groep B |             |             |             |             |             |            |            |            |        |
| #       | Land        | Wedstrijden | Wedstrijden | Wedstrijden | Wedstrijden | Doelpunten | Doelpunten | Doelpunten | Punten |
| #       | Land        | G           | W           | G           | V           | V          | T          | Saldo      | Punten |
| 1       | Nederland   | 4           | 4           | 0           | 0           | 14         | 5          | +9         | 11     |
| 2       | Duitsland   | 4           | 2           | 0           | 2           | 6          | 10         | −4         | 8      |
| 3       | Zuid-Korea  | 4           | 1           | 1           | 2           | 9          | 8          | +1         | 8      |
| 4       | Australië   | 4           | 1           | 1           | 2           | 6          | 5          | +1         | 5      |
| 5       | Zuid-Afrika | 4           | 1           | 0           | 3           | 5          | 12         | −7         | 5      |

| Ronde        | Datum  | Plaats    | Land      | Score       | Land |
| ------------ | ------ | --------- | --------- | ----------- | ---- |
| Groepsfase   |        |           |           |             |      |
| 14 augustus  | Athene | Australië | 1-2       | Duitsland   |      |
| 18 augustus  | Athene | Nederland | 4-1       | Duitsland   |      |
| 20 augustus  | Athene | Duitsland | 0-3       | Zuid-Afrika |      |
| 22 augustus  | Athene | Duitsland | 3-2       | Zuid-Korea  |      |
| Halve finale |        |           |           |             |      |
| 24 augustus  | Athene | China     | 0-0 (3-4) | Duitsland   |      |
| Finale       |        |           |           |             |      |
| 26 augustus  | Athene | Nederland | 1-2       | Duitsland   |      |

### Judo
| Olympiër            | Discipline | Resultaat | Prestatie |
| ------------------- | ---------- | --------- | --- |
| Oliver Gussenberg   | -60kg (m)  | 7e        | 1e ronde: W van BLR Novikau: ippon 2e ronde: V van JPN Nomura: ippon herkansingen: W van DOM Lara: yuko herkansingen 2: W van ARG Albarracin: ippon herkansingen 3: V van KOR Choi: ippon    |
| Florian Wanner      | -81kg (m)  | 7e        | 1e ronde: W van DOM Boissard: ippon 2e ronde: W van ALG Benikhlef: ippon kwartfinale: V van UKR Hontyuk: ippon herkansingen: W van MAR Balgaïd: yuko herkansingen 2: V van AZE Azizov: ippon |
| Gerhard Dempf       | -90kg (m)  | 21e       | 1e ronde: V van NED Huizinga: ippon |
| Michael Jurack      | -100kg (m) | Brons     | 1e ronde: W van GRE Iliadis: ippon 2e ronde: W van CUB Despaigne: ippon kwartfinale: W van FRA Lemaire: yuko halve finale: V van KOR Jang: ippon bronzen finale: W van AZE Miraliyev: ippon  |
| Andreas Toelzer     | +100kg (m) | 7e        | 1e ronde: V van JPN Suzuki: waza-ari herkansingen: W van GRE Papaioannou: waza-ari herkansingen 2: W van BLR Rybak: ippon herkansingen 3: V van NED van der Geest: ippon                     |
|                     |            |           | |
| Julia Matijass      | -48kg (v)  | Brons     | 1e ronde: vrij 2e ronde: W van CAN Lepage: ippon kwartfinale: W van KOR Ye: ippon halve finale: V van FRA Jossinet: ippon bronzen finale: W van GRE Karagiannopoulou: ippon                  |
| Raffaella Imbariani | -52kg (v)  | 9e        | 1e ronde: W van USA Minkin: koka 2e ronde: W van GRE Tselaridou: ippon kwartfinale: V van CHN Xian: waza-ari herkansingen: V van ALG Souakri: waza-ari                                       |
| Yvonne Boenisch     | -57kg (v)  | Goud      | 1e ronde: W van ESP Fernandez: waza-ari 2e ronde: W van PUR Garcia: ippon kwartfinale: W van JPN Kusakabe: waza-ari halve finale: W van NED Gravenstijn: ippon finale: W van PRK Kye: yuko   |
| Anna von Harnier    | -63kg (v)  | 21e       | 1e ronde: V van CAN Chisholm: ippon |
| Annett Boehm        | -70kg (v)  | Brons     | 1e ronde: vrij 2e ronde: W van CHN Qin: ippon kwartfinale: W van CAN Roberge: yuko halve finale: V van NED Bosch: yuko bronzen finale: W van BEL Jacques: ippon                              |
| Uta Kuehnen         | -78kg (v)  | 15e       | 1e ronde: vrij 2e ronde: V van CUB Laborde: yuko |
| Sandra Koppen       | +78kg (v)  | 15e       | 1e ronde: W van SLO Polavder: ippon 2e ronde: V van ECU Chala: yuko |

### Kanovaren
| Olympiër                                                    | Discipline    | Resultaat | Prestatie                                                                     |
| Slalom                                                      | Slalom        | Slalom    | Slalom                                                                        |
| ----------------------------------------------------------- | ------------- | --------- | ----------------------------------------------------------------------------- |
| Stefan Pfannmöller                                          | C-1 (m)       | Brons     | voorronde: 7e met 205,88 halve finale: 3e met 96,99 finale: 3e met 191,56     |
| Christian Bahmann Michael Senft                             | C-2 (m)       | 4e        | voorronde: 9e met 230,59 halve finale: 6e met 107,01 finale: 4e met 213,45    |
| Marcus Becker Stefan Henze                                  | C-2 (m)       | Zilver    | voorronde: 5e met 215,56 halve finale: 4e met 106,32 finale: 2e met 210,98    |
| Jens Ewald                                                  | K-1 (m)       | 25e       | voorronde: 25e met 250,09                                                     |
| Thomas Schmidt                                              | K-1 (m)       | 5e        | voorronde: 3e met 190,64 halve finale: 5e met 95,11 finale: 5e met 192,93     |
| Vlakwater                                                   |               |           |                                                                               |
| Jennifer Bongardt                                           | K-1 (v)       | 9e        | voorronde: 1e met 212,20 halve finale: 3e met 107,36 finale: 9e met 237,66    |
| Mandy Planert                                               | K-1 (v)       | 14e       | voorronde: 6e met 225,77 halve finale: 14e met 122,61                         |
| Vlakwater                                                   |               |           |                                                                               |
| Andreas Dittmer                                             | C-1 500m (m)  | Goud      | serie 1: 1e in 1.49,146 finale: 1e in 1.46,383                                |
| Andreas Dittmer                                             | C-1 1000m (m) | Zilver    | serie 1: 1e in 3.52,922 finale: 2e in 3.46,721                                |
| Christian Gille Tomasz Wylenzek                             | C-2 500m (m)  | 5e        | serie 1: 1e in 1.40,128 finale: 5e in 1.40,802                                |
| Christian Gille Tomasz Wylenzek                             | C-2 1000m (m) | Goud      | serie 2: 1e in 3.30,059 finale: 1e in 3.41,802                                |
| Lutz Altepost                                               | K-1 500m (m)  | 6e        | serie 3: 3e in 1.38,859 halve finale 2: 2e in 1.39,643 finale: 6e in 1.39,647 |
| Björn Goldschmidt                                           | K-1 1000m (m) | 8e        | serie 3: 4e in 3.31,310 halve finale 1: 2e in 3.29,591 finale: 8e in 3.34,381 |
| Ronald Rauhe Tim Wieskötter                                 | K-2 500m (m)  | Goud      | serie 1: 1e in 1.28,866 finale: 1e in 1.27,040                                |
| Jan Schäfer Marco Herszel                                   | K-2 1000m (m) | 6e        | serie 2: 3e in 3.11,627 finale: 6e in 3.20,548                                |
| Andreas Ihle Mark Zabel Björn Bach Stefan Ulm               | K-4 1000m (m) | Zilver    | serie 2: 3e in 2.52,678 finale: 2e in 2.58,659                                |
|                                                             |               |           |                                                                               |
| Katrin Wagner                                               | K-1 500m (v)  | 6e        | serie 1: 2e in 1.53,234 halve finale 1: 1e in 1.52,630 finale: 4e in 1.52,557 |
| Birgit Fischer Carolin Leonhardt                            | K-2 500m (v)  | Zilver    | serie 2: 1e in 1.39,588 finale: 2e in 1.39,533                                |
| Birgit Fischer Maike Nollen Katrin Wagner Carolin Leonhardt | K-4 500m (v)  | Zilver    | serie 1: 1e in 1.31,606 finale: 1e in 1.34,340                                |

### Moderne vijfkamp
| Olympiër         | Discipline | Resultaat | Prestatie   |
| ---------------- | ---------- | --------- | ----------- |
| Steffen Gebhardt | mannen     | 17e       | 5144 punten |
| Eric Walther     | mannen     | 7e        | 5320 punten |
|                  |            |           |             |
| Kim Raisner      | vrouwen    | 5e        | 5312 punten |

### Paardensport
| Olympiër                                                                 | Discipline  | Resultaat | Prestatie                                                                                           |
| Dressuur                                                                 | Dressuur    | Dressuur  | Dressuur                                                                                            |
| ------------------------------------------------------------------------ | ----------- | --------- | --------------------------------------------------------------------------------------------------- |
| Heike Kemmer                                                             | individueel | 26e       | Grand Prix: 10e met 71,292%                                                                         |
| Ulla Salzgeber                                                           | individueel | Zilver    | Grand Prix: 1e met 78,208% Grand Prix Special: 3e met 74,84% Grand Prix freestyle: 2e met 83,45%    |
| Martin Schaudt                                                           | individueel | 15e       | Grand Prix: 4e met 73,417% Grand Prix Special: 14e met 70,60% Grand Prix freestyle: 15ce met 64,95% |
| Hubertus Schmidt                                                         | individueel | 5e        | Grand Prix: 8e met 72,333% Grand Prix Special: 7e met 73,44% Grand Prix freestyle: 5e met 78,875%   |
| Heike Kemmer Ulla Salzgeber Martin Schaudt Hubertus Schmidt              | team        | Goud      | 74,563%                                                                                             |
| Eventing                                                                 |             |           | |
| Andreas Dibowski                                                         | individueel | 14e       | 63 strafpunten                                                                                      |
| Bettina Hoy                                                              | individueel | 9e        | 55,60 strafpunten                                                                                   |
| Ingrid Klimke                                                            | individueel | DNF       | niet gefinisht                                                                                      |
| Frank Ostholt                                                            | individueel | 26e       | 54 strafpunten                                                                                      |
| Hinrich Romeike                                                          | individueel | 5e        | 51,20 strafpunten                                                                                   |
| Andreas Dibowski Bettina Hoy Ingrid Klimke Frank Ostholt Hinrich Romeike | team        | 4e        | 147,80 strafpunten                                                                                  |
| Springconcours                                                           |             |           | |
| Christian Ahlmann                                                        | individueel | 45e       | kwalificatie: 19e met 16 strafpunten                                                                |
| Otto Becker                                                              | individueel | 17e       | kwalificatie: 10e met 10 strafpunten finale: 17e met 19 strafpunten                                 |
| Ludger Beerbaum                                                          | individueel | DSQ       | gediskwalificeerd                                                                                   |
| Marco Kutscher                                                           | individueel | Brons     | kwalificatie: 8e met 5 strafpunten finale: 3e met 9 strafpunten                                     |
| Christian Ahlmann Otto Becker Ludger Beerbaum Marco Kutscher             | team        | Brons     | 21 strafpunten                                                                                      |

### Roeien
| Olympiër | Discipline             | Resultaat | Prestatie                                                                                                  |
| --- | ---------------------- | --------- | --- |
| Marcel Hacker | skiff (m)              | 7e        | serie 5: 1e in 7.17,55 halve finale 3: 2e in 6.55,98 finale B: 1e in 6.47,26                               |
| Manuel Brehmer Ingo Euler | lichte dubbel-twee (m) | 13e       | serie 3: 3e in 6.25,22 herkansingen: 3e in 6.21,57 halve finale C/D: 1e in 6.23,22 finale C: 1e in 6.45,62 |
| René Bertram Christian Schreiber | dubbel-twee (m)        | 8e        | serie 1: 4e in 6.58,22 herkansingen: 3e in 6.16,94 halve finale 1: 5e in 6.20,70 finale B: 2e in 6.14,97   |
| Tobias Kühne Jan Herzog | twee-zonder (m)        | 6e        | serie 3: 4e in 7.14,16 herkansingen: 1e in 6.28,40 halve finale 2: 1e in 6.25,47 finale: 6e in 6.46,50     |
| André Willms Stephan Volkert Marco Geisler Robert Sens                                                                                 | dubbel-vier (m)        | 5e        | serie 1: 1e in 5.43,17 halve finale 1: 2e in 5.42,85 finale: 5e in 6.07,04                                 |
| Martin Müller-Falcke Axel Schuster Stefan Locher Andreas Bech                                                                          | lichte vier-zonder (m) | 11e       | serie 2: 3e in 5.52,68 halve finale 2: 5e in 6.03,08 finale B: 5e in 6.23,28                               |
| Jochen Urban Sebastian Thormann Philipp Stüer Bernd Heidicker                                                                          | vier-zonder (m)        | 7e        | serie 3: 3e in 6.33,14 halve finale 1: 4e in 5.54,45 finale B: 1e in 5.48,52                               |
| Sebastian Schulte Stephan Koltzk Jörg Dießner Thorsten Engelmann Jan-Martin Bröer Enrico Schnabel Ulf Siemes Michael Ruhe Peter Thiede | acht (m)               | 4e        | serie 1: 3e in 5.27,72 herkansingen: 3e in 5.33,07 finale: 4e in 5.49,43                                   |
| |                        |           | |
| Katrin Rutschow-Stomporowski | skiff (v)              | Goud      | serie 1: 1e in 7.35,20 halve finale 1: 1e in 7.35,20 finale: 1e in 7.18,12                                 |
| Daniela Reimer Claudia Blasberg | lichte dubbel-twee (v) | Zilver    | serie 2: 1e in 6.52,47 halve finale 1: 3e in 6.53,43 finale: 2e in 6.57,33                                 |
| Peggy Waleska Britta Oppelt | dubbel-twee (v)        | Zilver    | serie 2: 1e in 7.28,89 finale: 2e in 7.02,78                                                               |
| Maren Derlien Sandra Goldbach | twee-zonder (v)        | 5e        | serie 1: 3e in 7.29,04 finale: 5e in 7.20,20                                                               |
| Kathrin Boron Meike Evers Manuela Lutze Kerstin Kowalski                                                                               | dubbel-vier (v)        | Goud      | serie 2: 1e in 6.16,49 finale: 1e in 6.29,29                                                               |
| Elke Hipler Britta Holthaus Maja Tucholke Anja Pyritz Susanne Schmidt Nicole Zimmermann Silke Günther Lenka Wech Annina Ruppel         | acht (v)               | 5e        | serie 1: 3e in 5.59,75 herkansingen: 2e in 6.06,86 finale: 5e in 6.21,99                                   |

### Schermen
| Olympiër                                      | Discipline      | Resultaat | Prestatie |
| --------------------------------------------- | --------------- | --------- | --- |
| Jörg Fiedler                                  | degen (m)       | 17e       | 1e ronde: vrij 2e ronde: V van GER Schmid: 12-15                                                                           |
| Sven Schmid                                   | degen (m)       | 9e        | 1e ronde: vrij 2e ronde: W van GER Fiedler: 15-12 3e ronde: V van CHN Wang: 11-15                                          |
| Daniel Strigel                                | degen (m)       | 5e        | 1e ronde: vrij 2e ronde: W van HUN Imre: 15-13 3e ronde: W van UKR Karjoetsjenko: 15-12 kwartfinale: V van CHN Wang: 14-15 |
| Sven Schmid Joerg Fiedler Daniel Strigel      | degen team (m)  | Brons     | 1e ronde: W van China: 39-32 halve finale: V van Frankrijk: 44-45 bronzen finale: W van Rusland: 37-29                     |
| Ralf Bissdorf                                 | floret (m)      | 17e       | 1e ronde: vrij 2e ronde: V van RUS Ganeyev: 11-15                                                                          |
| Peter Joppich                                 | floret (m)      | 5e        | 1e ronde: vrij 2e ronde: W van EGY Nagaty: 15-10 3e ronde: W van KOR Choi: 15-10 kwartfinale: V van FRA Guyart: 12-15      |
| Andre Wessels                                 | floret (m)      | 5e        | 1e ronde: vrij 2e ronde: V van KOR Park: 13-15                                                                             |
| Andre Wessels Peter Joppich Simon Senft       | floret team (m) | 6e        | 1e ronde: V van Verenigde Staten: 43-45 5-8e plek: W van Zuid-Korea: 45-40 5-6e plek: V van Frankrijk: 38-45               |
|                                               |                 |           | |
| Claudia Bokel                                 | degen (v)       | 9e        | 1e ronde: vrij 2e ronde: W van GRE Sidiropoulou: 15-10 3e ronde: V van GER Duplitzer: 13-14                                |
| Imke Duplitzer                                | degen (v)       | 5e        | 1e ronde: vrij 2e ronde: W van KOR Kim: 15-9 3e ronde: W van GER Bokel: 14-13 kwartfinale: V van FRA Nisima: 14-15         |
| Britta Heidemann                              | degen (v)       | 9e        | 1e ronde: vrij 2e ronde: W van COL Espinosa: 15-3 3e ronde: V van HUN Mincza-Nébald: 10-11                                 |
| Imke Duplitzer Britta Heidemann Claudia Bokel | degen team (v)  | Zilver    | 1e ronde: W van Griekenland: 33-32 halve finale: W van Frankrijk: 33-32 finale: V van Rusland: 28-34                       |
| Simone Bauer                                  | floret (v)      | 9e        | 1e ronde: W van ISR Ohayon: 15-10 2e ronde: V van POL Gruchała: 9-15                                                       |
| Susanne Koenig                                | sabel (v)       | 17e       | 1e ronde: V van GBR Bond-Williams: 13-15                                                                                   |

### Schietsport
| Olympiër             | Discipline                 | Resultaat | Prestatie                                                                           |
| -------------------- | -------------------------- | --------- | ----------------------------------------------------------------------------------- |
| Maik Eckhardt        | 10m luchtgeweer (m)        | 5e        | kwalificatie: 6e met 595 punten (98-100-100-99-100-98) finale: 5e met 696,3 punten  |
| Torsten Krebs        | 10m luchtgeweer (m)        | 12e       | kwalificatie: 12e met 593 punten (98-98-99-100-100-98)                              |
| Maik Eckhardt        | 50m geweer 3 houdingen (m) | 19e       | kwalificatie: 19e met 1157 punten (397-377-383)                                     |
| Christian Lusch      | 50m geweer 3 houdingen (m) | 12e       | kwalificatie: 12e met 1161 punten (396-376-389)                                     |
| Maik Eckhardt        | 50m geweer 3 houdingen (m) | 6e        | kwalificatie: 4e met 596 punten (100-100-98-99-99-100) finale: 6e met 697,6 punten  |
| Christian Lusch      | 50m geweer 3 houdingen (m) | Zilver    | kwalificatie: 2e met 598 punten (100-100-100-99-99-100) finale: 2e met 702,2 punten |
| Frank Seeger         | 50m pistool (m)            | 18e       | kwalificatie: 18e met 553 punten (91-92-97-88-94-91)                                |
| Abdulla Ustaoglu     | 50m pistool (m)            | 24e       | kwalificatie: 24e met 550 punten (93-93-96-91-85-92)                                |
| Ralf Schumann        | 25m snelvuurpistool (m)    | Goud      | kwalificatie: 3e met 592 punten (297-295) finale: 1e met 694,9 punten               |
| Marco Spangenberg    | 25m snelvuurpistool (m)    | 10e       | kwalificatie: 10e met 581 punten (292-289)                                          |
| Artur Gevorgjan      | 10m luchtpistool (m)       | 30e       | kwalificatie: 30e met 573 punten (96-96-94-96-95-96) finale: 1e met 694,9 punten    |
| Abdulla Ustaoglu     | 10m luchtpistool (m)       | 23e       | kwalificatie: 23e met 576 punten (93-96-98-95-97-97)                                |
| Axel Wegner          | skeet (m)                  | 31e       | kwalificatie: 31e met 117 punten (23-25-24-22-23)                                   |
| Karsten Bindrich     | trap (m)                   | 14e       | kwalificatie: 14e met 117 punten (23-23-23-24-24)                                   |
| Olaf Kirchstein      | trap (m)                   | 7e        | kwalificatie: 7e met 119 punten (25-23-23-23-25)                                    |
| Waldemar Schanz      | dubbeltrap (m)             | 6e        | kwalificatie: 4e met 135 punten (44-44-47) finale: 6e met 175 punten                |
| Michael Jakosits     | 10m bewegend doel (m)      | 5e        | kwalificatie: 6e met 578 punten (294-284) finale: 5e met 676,7 punten               |
| Manfred Kurzer       | 10m bewegend doel (m)      | Goud      | kwalificatie: 1e met 590 punten (296-294) (WR) finale: 1e met 682,4 punten          |
|                      |                            |           |                                                                                     |
| Dorothee Bauer       | 10m luchtgeweer (v)        | 22e       | kwalificatie: 22e met 392 punten (99-98-99-96)                                      |
| Sonja Pfeilschifter  | 10m luchtgeweer (v)        | 6e        | kwalificatie: 6e met 396 punten (98-99-100-99) finale: 6e met 498,7 punten          |
| Barbara Lechner      | 50m geweer 3 houdingen (v) | 7e        | kwalificatie: 7e met 580 punten (197-189-194) finale: 7e met 677,6 punten           |
| Sonja Pfeilschifter  | 50m geweer 3 houdingen (v) | 6e        | kwalificatie: 6e met 582 punten (198-192-192) finale: 6e met 679,6 punten           |
| Munkhbayar Dorjsuren | 25m pistool (v)            | 5e        | kwalificatie: 5e met 583 punten (286-297) finale: 5e met 684,6 punten               |
| Claudia Verdicchio   | 25m pistool (v)            | 23e       | kwalificatie: 23e met 572 punten (288-284)                                          |
| Munkhbayar Dorjsuren | 10m luchtpistool (v)       | 6e        | kwalificatie: 5e met 385 punten (96-98-94-97) finale: 6e met 481,9 punten           |
| Claudia Verdicchio   | 10m luchtpistool (v)       | 16e       | kwalificatie: 16e met 380 punten (92-98-95-98)                                      |
| Susanne Kiermayer    | trap (v)                   | 5e        | kwalificatie: 3e met 62 punten (20-21-21) finale: 5e met 79 punten                  |
| Susanne Kiermayer    | dubbeltrap (v)             | 11e       | kwalificatie: 11e met 101 punten (34-36-31)                                         |

### Schoonspringen
| Olympiër                         | Discipline              | Resultaat | Prestatie                                                                                          |
| -------------------------------- | ----------------------- | --------- | -------------------------------------------------------------------------------------------------- |
| Tobias Schellenberg              | 3m plank (m)            | 27e       | voorronde: 27e met 371,85 punten                                                                   |
| Andreas Wels                     | 3m plank (m)            | 16e       | voorronde: 23e met 378,93 punten                                                                   |
| Tony Adam                        | 10m toren (m)           | 18e       | voorronde: 18e met 411,30 punten halve finale: 18e met 589,65 punten                               |
| Heiko Meyer                      | 10m toren (m)           | 16e       | voorronde: 9e met 440,85 punten halve finale: 10e met 625,20 punten finale: 7e met 646,56 punten   |
| Tobias Schellenberg Andreas Wels | 3m plank synchroon (m)  | Zilver    | 350,01 punten                                                                                      |
|                                  |                         |           | |
| Heike Fischer                    | 3m plank (v)            | 31e       | voorronde: 31e met 199,71 punten                                                                   |
| Ditte Kotzian                    | 3m plank (v)            | 11e       | voorronde: 11e met 299,50 punten halve finale: 10e met 516,60 punten finale: 11e met 509,52 punten |
| Annett Gamm                      | 10m toren (v)           | 14e       | voorronde: 18e met 301,86 punten halve finale: 14e met 478,20 punten                               |
| Christin Steuer                  | 10m toren (v)           | 28e       | voorronde: 28e met 256,77 punten                                                                   |
| Ditte Kotzian Conny Schmalfuss   | 3m plank synchroon (v)  | 6e        | 279,69 punten                                                                                      |
| Annett Gamm Nora Subschinski     | 10m toren synchroon (v) | 6e        | 303,30 punten                                                                                      |

### Tafeltennis
| Olympiër                        | Discipline     | Resultaat | Prestatie |
| ------------------------------- | -------------- | --------- | --- |
| Timo Boll                       | enkelspel (m)  | 5e        | 1e ronde: vrij 2e ronde: vrij 3e ronde: W van FRA Chila: 4-1 4e ronde: W van AUT Schlager: 4-3 kwartfinale: V van SWE Waldner: 1-4 |
| Jörg Roßkopf                    | enkelspel (m)  | 17e       | 1e ronde: vrij 2e ronde: W van POL Krzeszewski: 4-1 3e ronde: V van CHN Wang: 1-4                                                  |
| Torben Wosik                    | enkelspel (m)  | 33e       | 1e ronde: W van SEN Guèye: 4-2 2e ronde: V van NED Keen: 1-4                                                                       |
| Timo Boll Zoltan Fejer-Konnerth | dubbelspel (m) | 9e        | 1e ronde: vrij 2e ronde: W van JPN Arai/Yuzawa: 4-0 3e ronde: V van KOR Lee/Ryu: 0-4                                               |
| Lars Hielscher Jörg Roßkopf     | dubbelspel (m) | 17e       | 1e ronde: W van BRA Hanashiro/Hoyama: 4-2 2e ronde: V van KOR Joo/Oh: 1-4                                                          |
|                                 |                |           | |
| Elke Schall                     | enkelspel (v)  | 17e       | 1e ronde: vrij 2e ronde: W van AUS Lay: 4-2 3e ronde: V van CHN Niu: 3-4                                                           |
| Jie Schöpp                      | enkelspel (v)  | 17e       | 1e ronde: vrij 2e ronde: W van ITA Stefanova: 4-1 3e ronde: V van JPN Umemara: 2-4                                                 |
| Nicole Struse                   | enkelspel (v)  | 33e       | 1e ronde: V van THA Komwong: 1-4                                                                                                   |
| Elke Schall Nicole Struse       | dubbelspel (v) | 17e       | 1e ronde: vrij 2e ronde: vrij 3e ronde: V van NZL Li/Li: 1-4                                                                       |

### Tennis
| Olympiër                        | Discipline     | Resultaat | Prestatie |
| ------------------------------- | -------------- | --------- | --- |
| Tommy Haas                      | enkelspel (m)  | 17e       | 1e ronde: W van CRO Ančić: 6-1, 7-5 2e ronde: V van USA Roddick: 6-4, 3-6, 7-9 |
| Nicolas Kiefer                  | enkelspel (m)  | 9e        | 1e ronde: W van BLR Voltsjkov: 6-2, 6-4 2e ronde: W van CYP Baghdatis: 6-2, 3-6, 6-3 3e ronde: V van RUS Joezjny: 3-6, 6-2, 2-6 |
| Florian Mayer                   | enkelspel (m)  | 32e       | 1e ronde: V van CZE Berdych: 3-6, 5-7 |
| Rainer Schüttler                | enkelspel (m)  | 32e       | 1e ronde: V van RUS Andrejev: 7-6(5), 6-7(2), 2-6 |
| Nicolas Kiefer Rainer Schüttler | dubbelspel (m) | 17e       | 1e ronde: W van ROU Hănescu/Pavel: 7-5, 7-6 (3) 2e ronde: W van AUS Arthurs/Woodbridge: 7-6(3), 6-3 kwartfinale: W van ISR Erlich/Ram: 2-6, 6-2, 6-2 halve finale: W van IND Bhupathi/Paes: 6-2, 6-3 finale: V van CHI Gonzalez/Massu: 2-6, 6-4, 6-3, 6-7(7), 4-6 |

### Triatlon
| Olympiër         | Discipline | Resultaat | Prestatie  |
| ---------------- | ---------- | --------- | ---------- |
| Sebastian Dehmer | mannen     | 26e       | 1:57.02,88 |
| Maik Petzold     | mannen     | 19e       | 1:54.50,92 |
| Andreas Raelert  | mannen     | 6e        | 1:52.35,62 |
|                  |            |           |            |
| Anja Dittmer     | vrouwen    | 11e       | 2:07.25,07 |
| Joelle Franzmann | vrouwen    | 16e       | 2:08.18,33 |

### Voetbal

#### Mannen
| Olympiër | Discipline | Resultaat | Prestatie |
| --- | ---------- | --------- | --- |
| Isabell Bachor Navina Omilade Kerstin Garefrekes Conny Pohlers Sarah Günther Silke Rottenberg Ariane Hingst Petra Wimbersky Steffi Jones Pia Wunderlich Renate Lingor Sonja Fuss Sandra Minnert Birgit Prinz Martina Müller Kerstin Stegemann Viola Odebrecht | vrouwen    | Brons     | groep C: 1e W van China: 8-0 W van Mexico: 2-0 halve finale: V van Verenigde Staten: 1-2 bronzen finale: W van Zweden: 1-0 |

| Groep C |           |             |             |             |             |            |            |            |        |
| #       | Land      | Wedstrijden | Wedstrijden | Wedstrijden | Wedstrijden | Doelpunten | Doelpunten | Doelpunten | Punten |
| #       | Land      | G           | W           | G           | V           | V          | T          | Saldo      | Punten |
| 1       | Duitsland | 2           | 2           | 0           | 0           | 10         | 0          | +10        | 6      |
| 2       | Mexico    | 2           | 0           | 1           | 1           | 1          | 3          | -2         | 1      |
| 3       | China     | 2           | 0           | 1           | 1           | 1          | 9          | -8         | 1      |

| Ronde          | Datum     | Plaats           | Land | Score     | Land |
| -------------- | --------- | ---------------- | ---- | --------- | ---- |
| Groepsfase     |           |                  |      |           |      |
| 11 augustus    | Patras    | Duitsland        | 8-0  | China     |      |
| 17 augustus    | Piraeus   | Duitsland        | 2-0  | Mexico    |      |
| Halve finale   |           |                  |      |           |      |
| 23 augustus    | Heraklion | Verenigde Staten | 2-1  | Duitsland |      |
| Bronzen finale |           |                  |      |           |      |
| 26 augustus    | Piraeus   | Duitsland        | 1-0  | Zweden    |      |

### Volleybal

#### Beach
| Olympiër                                 | Discipline | Resultaat | Prestatie |
| ---------------------------------------- | ---------- | --------- | --- |
| Andreas Scheuerpflug Christoph Dieckmann | beach (m)  | 5e        | groep B: 1e W van CUB Alvarez/Rossell: 2-1 (21-19, 19-21, 15-10) V van FRA Canet/Hamel: 1-2 (21-17, 18-21, 10-15) W van BRA Araujo/Insfran: 2-0 (22-20, 21-17) 2e ronde: W van AUS Schacht/Slack: 2-0 (21-19, 21-12) kwartfinale: V van AUS Prosser/Williams: 1-2 (21-16, 19-21, 10-15)        |
| Markus Dieckmann Jonas Reckermann        | beach (m)  | 9e        | groep D: 1e W van PUR Hernandez/Papaleo: 2-0 (21-14, 21-13) W van SWE Berg/Dahm: 2-0 (21-16, 21-15) V van NOR Høidalen/Kjemperud: 1-2 (24-22, 24-26, 13-15) 2e ronde: V van USA Holdren/Metzger: 1-2 (16-21, 21-19, 13-15)                                                                     |
|                                          |            |           | |
| Susanne Lahme Danja Müsch                | beach (v)  | 9e        | groep C: 1e W van GRE Arvaniti/Koutroumanidou: 2-1 (21-16, 16-21, 15-10) V van NOR Håkedal/Tørlen: 1-2 (21-13, 17-21, 12-15) W van BRA Connelly/Pires: 2-1 (18-21, 21-15, 15-11) 2e ronde: V van ITA Gattelli/Perrotta: 1-2 (21-16, 17-21, 19-21)                                              |
| Okka Rau Pohl                            | beach (v)  | 5e        | groep E: 1e W van CHN Wang/You: 2-0 (21-17, 21-18) V van BUL Jantsjoelova/Jantsjoelova: 1-2 (21-18, 19-21, 13-15) W van AUS Cook/Sanderson: 2-0 (21-10, 22-20) 2e ronde: W van GRE Arvaniti/Koutroumanidou: 2-1 (21-12, 19-21, 15-11) kwartfinale: V van USA McPeak/Youngs: 0-2 (17-21, 17-21) |

#### Indoor
| Olympiër | Discipline | Resultaat | Prestatie |
| --- | ---------- | --------- | --- |
| Tanja Hart Kerstin Tzscherlich Julia Schlecht Cornelia Dumler Christina Benecke Christiane Fürst Olessya Kulakova Atika Bouagaa Kathy Radzuweit Angelina Grün Judith Sylvester Birgit Thumm | zaal (v)   | 9e        | groep B: 5e W van Cuba: 3-2 (20-25, 24-26, 25-22, 25-15, 17-15) V van Verenigde Staten: 1-3 (22-25, 22-25, 25-22, 25-27) V van Rusland: 0-3 (29-31, 11-25, 18-25) V van China: 0-3 (18-25, 15-25, 16-25) W van Dominicaanse Republiek: 3-0 (25-16, 25-19, 25-21) |

| Groep B |                        |             |             |             |      |      |       |           |           |           |        |
| #       | Land                   | Wedstrijden | Wedstrijden | Wedstrijden | Sets | Sets | Sets  | Setpunten | Setpunten | Setpunten | Punten |
| #       | Land                   | G           | W           | V           | V    | T    | Saldo | V         | T         | Saldo     | Punten |
| 1       | China                  | 5           | 4           | 1           | 14   | 4    | +10   | 429       | 346       | +83       | 9      |
| 2       | Rusland                | 5           | 3           | 2           | 11   | 8    | +3    | 426       | 388       | +38       | 8      |
| 3       | Cuba                   | 5           | 3           | 2           | 11   | 10   | +1    | 443       | 460       | -17       | 8      |
| 4       | Verenigde Staten       | 5           | 2           | 3           | 11   | 10   | +1    | 472       | 467       | +5        | 7      |
| 5       | Duitsland              | 5           | 2           | 3           | 7    | 11   | -4    | 387       | 414       | -27       | 7      |
| 6       | Dominicaanse Republiek | 5           | 1           | 4           | 3    | 14   | -11   | 334       | 416       | -82       | 6      |

| Ronde       | Datum  | Plaats           | Land | Score                  | Land |
| ----------- | ------ | ---------------- | ---- | ---------------------- | ---- |
| Groepsfase  |        |                  |      |                        |      |
| 14 augustus | Athene | Cuba             | 2-3  | Duitsland              |      |
| 16 augustus | Athene | Verenigde Staten | 3-1  | Duitsland              |      |
| 18 augustus | Athene | Duitsland        | 0-3  | Rusland                |      |
| 20 augustus | Athene | China            | 3-0  | Duitsland              |      |
| 22 augustus | Athene | Duitsland        | 3-0  | Dominicaanse Republiek |      |

### Waterpolo
| Olympiër | Discipline | Resultaat | Prestatie |
| --- | ---------- | --------- | --- |
| Steffen Dierolf Lukasz Kieloch Tobias Kreuzmann Sören Mackeben Heiko Nossek Jens Pohlmann Marc Politze Thomas Schertwitis Fabian Schrödter Alexander Tchigir Patrick Weissinger Tim Wollthan Michael Zellmer | mannen     | 5e        | groep B: 2e W van Griekenland: 5-4 W van Egypte: 13-3 V van Italië: 5-10 W van Spanje: 11-5 G van Australië: 6-6 kwartfinale: V van Rusland: 5-12 5-6e plek: W van Spanje: 6-5 |

| Groep B |             |             |             |             |             |        |        |        |        |
| #       | Land        | Wedstrijden | Wedstrijden | Wedstrijden | Wedstrijden | Punten | Punten | Punten | Punten |
| #       | Land        | G           | W           | G           | V           | V      | T      | Saldo  | Punten |
| 1       | Griekenland | 5           | 4           | 0           | 1           | 43     | 27     | +16    | 8      |
| 2       | Duitsland   | 5           | 3           | 1           | 1           | 40     | 28     | +12    | 7      |
| 3       | Spanje      | 5           | 3           | 0           | 2           | 35     | 31     | +4     | 6      |
| 4       | Italië      | 5           | 3           | 0           | 2           | 39     | 24     | +15    | 6      |
| 5       | Australië   | 5           | 1           | 1           | 3           | 37     | 35     | +2     | 4      |
| 6       | Egypte      | 5           | 0           | 0           | 5           | 18     | 67     | −49    | 0      |

| Ronde       | Datum  | Plaats    | Land | Score     | Land |
| ----------- | ------ | --------- | ---- | --------- | ---- |
| Groepsfase  |        |           |      |           |      |
| 15 augustus | Athene | Duitsland | 5-4  | Italië    |      |
| 17 augustus | Athene | Duitsland | 13-3 | Italië    |      |
| 19 augustus | Athene | Italië    | 10-5 | Duitsland |      |
| 21 augustus | Athene | Duitsland | 11-5 | Italië    |      |
| 23 augustus | Athene | Duitsland | 6-6  | Italië    |      |
| Kwartfinale |        |           |      |           |      |
| 25 augustus | Athene | Duitsland | 5-12 | Rusland   |      |
| 5-6e plek   |        |           |      |           |      |
| 29 augustus | Athene | Duitsland | 6-5  | Spanje    |      |

### Wielersport
| Olympiër                  | Discipline                    | Resultaat | Prestatie |
| Baan                      | Baan                          | Baan      | Baan |
| ------------------------- | ----------------------------- | --------- | --- |
| Stefan Nimke              | sprint (m)                    | 16e       | kwalificatie: 19e in 11,338 1e ronde: V van AUS Bayley 1e ronde herkansingen: 3e |
| René Wolff                | sprint (m)                    | Brons     | kwalificatie: 3e in 10,230 1e ronde: W van KOR Yang: 11,104 2e ronde: W van BAR Forde: 10,548 kwartfinale: W van POL Zielinski: 2-0 halve finale: V van NED Bos: 0-2 bronzen finale: W van FRA Gané: 2-0 |
| Robert Bartko             | individuele achtervolging (m) | 8e        | kwalificatie: 6e in 4.18,991 1e ronde: V van AUS McGee: 4.26,184 |
| Christian Lademann        | individuele achtervolging (m) | 11e       | kwalificatie: 11e in 4.26,670 |
| Carsten Bergemann         | tijdrit (m)                   | 8e        | 1.02,551 |
| Stefan Nimke              | tijdrit (m)                   | Brons     | 1.01,186 |
| Guido Fulst               | puntenkoers (m)               | Brons     | 79 punten |
| Jens Fiedler              | keirin (m)                    | 8e        | 1e ronde: 7e 1e ronde herkansingen: 2e 2e ronde: 4e 7-12e plek: 2e |
| René Wolff                | keirin (m)                    | 5e        | 1e ronde: 2e 2e ronde: 2e finale: gedubbeld |
| Robert Bartko Guido Fulst | ploegkoers (m)                | 4e        | 9 punten |
|                           |                               |           | |
| Katrin Meinke             | sprint (v)                    | 6e        | kwalificatie: 11e in 11,655 1e ronde: V van BLR Tsylinskaya 1e ronde herkansingen: 1e kwartfinale: V van AUS Meares: 0-2 5-8e plek: 2e                                                                   |
| Katrin Meinke             | tijdrit (v)                   | 11e       | 19,789 |
| Katrin Meinke             | puntenkoers (v)               | 9e        | 5 punten |
| Mountainbike              |                               |           | |
| Carsten Bresser           | mannen                        | 20e       | 2:25.09 |
| Lado Fumic                | mannen                        | DNF       | niet gefinisht |
| Manuel Fumic              | mannen                        | 8e        | 2:20.29 |
|                           |                               |           | |
| Ivonne Kraft              | vrouwen                       | 7e        | 2:05.18 |
| Sabine Spitz              | vrouwen                       | Brons     | 1:59.21 |
| Weg                       |                               |           | |
| Michael Rich              | tijdrit (m)                   | 4e        | 58.09,46 |
| Jan Ullrich               | tijdrit (m)                   | 6e        | 59.02,04 |
| Andreas Klöden            | wegwedstrijd (m)              | DNF       | niet gefinisht |
| Michael Rich              | wegwedstrijd (m)              | DNF       | niet gefinisht |
| Jan Ullrich               | wegwedstrijd (m)              | 19e       | 5:41.56 |
| Jens Voigt                | wegwedstrijd (m)              | 64e       | 5:50.35 |
| Erik Zabel                | wegwedstrijd (m)              | 4e        | 5:41.56 |
|                           |                               |           | |
| Judith Arndt              | tijdrit (v)                   | 11e       | 32.46,94 |
| Trixi Worrack             | tijdrit (v)                   | 15e       | 33.05,72 |
| Judith Arndt              | wegwedstrijd (v)              | Zilver    | 3:24.31 |
| Angela Brodtka            | wegwedstrijd (v)              | DNF       | niet gefinisht |
| Trixi Worrack             | wegwedstrijd (v)              | 25e       | 3:25.42 |

### Worstelen
| Olympiër             | Discipline  | Resultaat   | Prestatie |
| Vrije stijl          | Vrije stijl | Vrije stijl | Vrije stijl |
| -------------------- | ----------- | ----------- | --- |
| Davyd Bichinashvili  | -84kg (m)   | 11e         | groep 4: 2e W van GUM Cobb: 4-0 V van CUB Romero: 0-3                                                                         |
| Sven Thiele          | -120kg (m)  | 9e          | groep 4: 2e W van ROU Chintoan: 4-0 V van TUR Polatci: 1-5                                                                    |
|                      |             |             | |
| Brigitte Wagner      | -48kg (v)   | 6e          | groep 1: 2e V van JPN Icho: 0-7 W van CAN Belisle: 4-3 5-8e plek: W van MGL Enkhjargal: 3-0 5-6e plek: V van RUS Oorzhak: 0-3 |
| Stéphanie Groß       | -63kg (v)   | 7e          | groep 1: 2e V van GRE Zygouri: 1-4 W van SWE Eriksson: 3-0 5-8e plek: V van CAN Yanik: 1-4                                    |
| Anita Schätzle       | -72kg (v)   | 6e          | groep 1: 2e W van AUT Gastl: 4-1 V van RUS Manyurova: 1-5 5-8e plek: W van GRE Vryoni: 3-0 5-6e plek: V van CAN Nordaagen     |
| Grieks-Romeins       |             |             | |
| Jurij Kohl           | -60kg (m)   | 19e         | groep 6: 3e V van CHN Ai: 2-3 V van RUS Shevtsov: 0-7                                                                         |
| Jannis Zamanduridis  | -66kg (m)   | 7e          | groep 6: 3e V van KAZ Manukyan: 2-3 W van USA Wood: 5-2 V van GRE Arkoudeas: 2-3                                              |
| Konstantin Schneider | -74kg (m)   | 7e          | groep 5: 2e W van SWE Babulfath: 4-0 W van UKR Shatkykh: 4-0 V van RUS Samurgashev: 3-8                                       |
| Mirko Englich        | -96kg (m)   | 11e         | groep 2: 2e V van GEO Nozadze: 1-3 W van UKR Saldadze: 3-1                                                                    |

### Zeilen
| Olympiër                                      | Discipline  | Resultaat | Prestatie                                             |
| --------------------------------------------- | ----------- | --------- | ----------------------------------------------------- |
| Toni Wilhelm                                  | mistral (m) | 30e       | 260 punten: (27-26-25-29-17-31-29-OCS-20-21-OCS)      |
| Michael Fellmann                              | finn (m)    | 17e       | 127 punten: (14-11-12-2-9-17-19-19-25-21-23)          |
| Felix Krabbe Lucas Zellmer                    | 470 (m)     | 11e       | 114 punten: (17-16-10-11-5-19-10-23-8-11-7)           |
| Alexander Hagen Jochen Wolfram                | star (m)    | 16e       | 110 punten: (6-17-13-8-15-11-7-13-13-12-12)           |
|                                               |             |           |                                                       |
| Amelie Lux                                    | mistral (v) | 7e        | 87 punten: (18-17-15-8-8-9-10-2-6-6-6)                |
| Petra Niemann                                 | europe (v)  | 10e       | 96 punten: (12-8-10-10-7-10-8-5-13-16-13)             |
| Monika Leu Stefanie Rothweiler                | 470 (v)     | 15e       | 109 punten: (13-15-8-1-18-4-11-10-20-15-14)           |
| Anna Höll Veronika Lochbrunner Kristin Wagner | yngling (v) | 6e        | 76 punten: (9-8-2-12-1-7-15-5-11-13-8)                |
|                                               |             |           |                                                       |
| Marcus Baur Max Groy                          | 49er        | 9e        | 116 punten: (9-2-1-8-14-16-15-11-16-2-12-6-5-14-20-1) |
| Roland Gäbler Gunnar Struckmann               | tornado     | 11e       | 94 punten: (6-8-15-3-13-10-13-9-10-11-11)             |

### Zwemmen
| Olympiër                                                                                            | Discipline            | Resultaat | Prestatie                                                                  |
| --------------------------------------------------------------------------------------------------- | --------------------- | --------- | -------------------------------------------------------------------------- |
| Stephan Kunzelmann                                                                                  | 100m vrije slag (m)   | 36e       | serie 9: 8e in 50,98                                                       |
| Torsten Spanneberg                                                                                  | 100m vrije slag (m)   | 16e       | serie 7: 5e in 49,71 halve finale 2: 8e in 49,88                           |
| Stefan Herbst                                                                                       | 200m vrije slag (m)   | 19e       | serie 6: 5e in 1.50,23                                                     |
| Jens Schreiber                                                                                      | 200m vrije slag (m)   | 17e       | serie 7: 3e in 1.49,00                                                     |
| Christian Hein                                                                                      | 400m vrije slag (m)   | 10e       | serie 6: 5e in 3.49,66                                                     |
| Heiko Hell                                                                                          | 400m vrije slag (m)   | 18e       | serie 4: 5e in 3.52,06                                                     |
| Christian Hein                                                                                      | 1500m vrije slag (m)  | 12e       | serie 5: 6e in 15.15,42                                                    |
| Thomas Lurz                                                                                         | 1500m vrije slag (m)  | 22e       | serie 4: 5e in 15.33,81                                                    |
| Marco di Carli                                                                                      | 100m rugslag (m)      | 8e        | serie 4: 4e in 55,58 halve finale 2: 5e in 55,03 finale: 8e in 55,27       |
| Steffen Driesen                                                                                     | 100m rugslag (m)      | 7e        | serie 7: 5e in 54,92 halve finale 1: 3e in 54,64 finale: 7e in 54,63       |
| René Kolonko                                                                                        | 100m schoolslag (m)   | 11e       | serie 7: 6e in 1.02,09 halve finale 1: 6e in 1.01,82                       |
| Jens Kruppa                                                                                         | 100m schoolslag (m)   | 10e       | serie 8: 2e in 1.01,19 halve finale 1: 5e in 1.01,68                       |
| Jens Kruppa                                                                                         | 200m schoolslag (m)   | 18e       | serie 4: 6e in 2.15,29                                                     |
| Helge Meeuw                                                                                         | 100m vlinderslag (m)  | 11e       | serie 8: 6e in 53,11 halve finale 1: 6e in 52,99                           |
| Thomas Rupprath                                                                                     | 100m vlinderslag (m)  | 13e       | serie 7: 4e in 52,57 halve finale 2: 6e in 52,71 finale: 4e in 52,27       |
| Helge Meeuw                                                                                         | 200m vlinderslag (m)  | 18e       | serie 5: 7e in 1.58,96                                                     |
| Christian Keller                                                                                    | 200m wisselslag (m)   | 21e       | serie 5: 4e in 2.02,93                                                     |
| Stephan Kunzelmann Christian Keller Torsten Spanneberg Lars Conrad                                  | 4x100m vrije slag (m) | 8e        | serie 1: 5e in 3.17,97 finale: 8e in 3.17,18                               |
| Johannes Österling Stefan Herbst Heiko Hell Christian Keller                                        | 4x200m vrije slag (m) | 6e        | serie 1: 2e in 7.16,75 finale: 6e in 7.16,15                               |
| Steffen Driesen Jens Kruppa Thomas Rupprath Lars Conrad Helge Meeuw                                 | 4x100m wisselslag (m) | Zilver    | serie 2: 2e in 3.36,55 finale: 2e in 3.33,62                               |
| |                       |           |                                                                            |
| Dorothea Brandt                                                                                     | 50m vrije slag (v)    | 16e       | serie 8: 5e in 25,67 halve finale 2: 8e in 25,83                           |
| Sandra Völker                                                                                       | 50m vrije slag (v)    | 18e       | serie 10: 6e in 25,74                                                      |
| Franziska van Almsick                                                                               | 100m vrije slag (v)   | 17e       | serie 6: 4e in 55,57                                                       |
| Sara Harstick                                                                                       | 200m vrije slag (v)   | 20e       | serie 5: 6e in 2.02,25                                                     |
| Franziska van Almsick                                                                               | 200m vrije slag (v)   | 5e        | serie 5: 5e in 2.00,23 halve finale 2: 4e in 1.59,13 finale: 5e in 1.58,88 |
| Hannah Stockbauer                                                                                   | 400m vrije slag (v)   | 12e       | serie 5: 4e in 4.10,46                                                     |
| Jana Henke                                                                                          | 800m vrije slag (v)   | 7e        | serie 2: 2e in 8.31,86 finale: 7e in 8.33,95                               |
| Hannah Stockbauer                                                                                   | 800m vrije slag (v)   | 14e       | serie 4: 6e in 8.38,17                                                     |
| Antje Buschschulte                                                                                  | 100m rugslag (v)      | 6e        | serie 5: 1e in 1.01,68 halve finale 1: 1e in 1.00,94 finale: 6e in 1.01,39 |
| Janine Pietsch                                                                                      | 100m rugslag (v)      | 23e       | serie 6: 7e in 1.03,13                                                     |
| Antje Buschschulte                                                                                  | 200m rugslag (v)      | Brons     | serie 4: 2e in 2.12,96 halve finale 2: 3e in 2.10,66 finale: 3e in 2.09,88 |
| Nicole Hetzer                                                                                       | 200m rugslag (v)      | 11e       | serie 5:' 4e in 2.14,42 halve finale 2: 6e in 2.13,01                      |
| Vipa Bernhardt                                                                                      | 100m schoolslag (v)   | 13e       | serie 6: 5e in 1.09,60 halve finale 1: 6e in 1.09,72                       |
| Sarah Poewe                                                                                         | 100m schoolslag (v)   | 5e        | serie 4: 2e in 1.07,97 halve finale 1: 2e in 1.07,48 finale: 5e in 1.07,53 |
| Anne Poleska                                                                                        | 200m schoolslag (v)   | Brons     | serie 3: 1e in 2.26,48 halve finale 1: 2e in 2.26,59 finale: 3e in 2.25,82 |
| Birte Steven                                                                                        | 200m schoolslag (v)   | 11e       | serie 3: 2e in 2.27,42 halve finale 2: 6e in 2.29,22                       |
| Franziska van Almsick                                                                               | 100m vlinderslag (v)  | 17e       | serie 5: 6e in 59,53                                                       |
| Annika Mehlhorn                                                                                     | 200m vlinderslag (v)  | 14e       | serie 2: 4e in 2.12,25 halve finale 1: 7e in 2.11,37                       |
| Teresa Rohmann                                                                                      | 200m wisselslag (v)   | 5e        | serie 2: 4e in 2.16,06 halve finale 1: 4e in 2.14,47 finale: 5e in 2.13,74 |
| Nicole Hetzer                                                                                       | 400m wisselslag (v)   | 6e        | serie 2: 2e in 4.41,74 finale: 6e in 4.40,20                               |
| Teresa Rohmann                                                                                      | 400m wisselslag (v)   | 18e       | serie 3: 5e in 4.48,51                                                     |
| Petra Dallmann Britta Steffen Daniela Götz Antje Buschschulte                                       | 4x100m vrije slag (v) | 4e        | serie 1: 1e in 3.41,19 finale: 4e in 3.37,94                               |
| Franziska van Almsick Petra Dallmann Antje Buschschulte Hannah Stockbauer Janina Götz Sara Harstick | 4x200m vrije slag (v) | Brons     | serie 1: 3e in 8.03,22 finale: 3e in 7.57,35                               |
| Antje Buschschulte Sarah Poewe Franziska van Almsick Daniela Götz                                   | 4x100m wisselslag (v) | 4e        | serie 1: 2e in 4.04,16 finale: 3e in 4.00,72                               |

Afghanistan · Albanië · Algerije · Amerikaanse Maagdeneilanden · Amerikaans-Samoa · Andorra · Angola · Antigua en Barbuda · Argentinië · Armenië · Aruba · Australië · Azerbeidzjan · Bahama's · Bahrein · Bangladesh · Barbados · België · Belize · Benin · Bermuda · Bhutan · Bolivia · Bosnië en Herzegovina · Botswana · Brazilië · Britse Maagdeneilanden · Brunei · Bulgarije · Burkina Faso · Burundi · Cambodja · Canada · Centraal-Afrikaanse Republiek · Chili · China · Chinees Taipei · Colombia · Comoren · Congo-Brazzaville · Congo-Kinshasa · Cookeilanden · Costa Rica · Cuba · Cyprus · Denemarken · Djibouti · Dominica · Dominicaanse Republiek · Duitsland · Ecuador · Egypte · El Salvador · Equatoriaal-Guinea · Eritrea · Estland · Ethiopië · Fiji · Filipijnen · Finland · Frankrijk · Gabon · Gambia · Georgië · Ghana · Grenada · Griekenland · Groot-Brittannië · Guam · Guatemala · Guinee · Guinee‑Bissau · Guyana · Haïti · Honduras · Hongarije · Hongkong · Ierland · IJsland · India · Indonesië · Irak · Iran · Israël · Italië · Ivoorkust · Jamaica · Japan · Jemen · Jordanië · Kaaimaneilanden · Kaapverdië · Kameroen · Kazachstan · Kenia · Kirgizië · Kiribati · Koeweit · Kroatië · Laos · Lesotho · Letland · Libanon · Liberia · Libië · Liechtenstein · Litouwen · Luxemburg · Macedonië · Madagaskar · Malawi · Malediven · Maleisië · Mali · Malta · Marokko · Mauritanië · Mauritius · Mexico · Micronesië · Moldavië · Monaco · Mongolië · Mozambique · Myanmar · Namibië · Nauru · Nederland · Nederlandse Antillen · Nepal · Nicaragua · Nieuw-Zeeland · Niger · Nigeria · Noord-Korea · Noorwegen · Oeganda · Oekraïne · Oezbekistan · Oman · Oostenrijk · Oost‑Timor · Pakistan · Palau · Palestina · Panama · Papoea-Nieuw-Guinea · Paraguay · Peru · Polen · Portugal · Puerto Rico · Qatar · Roemenië · Rusland · Rwanda · Saint Kitts en Nevis · Saint Lucia · Saint Vincent en Grenadines · Salomonseilanden · Samoa · San Marino · Sao Tomé en Principe · Saoedi-Arabië · Senegal · Servië en Montenegro · Seychellen · Sierra Leone · Singapore · Slovenië · Slowakije · Soedan · Somalië · Spanje · Sri Lanka · Suriname · Swaziland · Syrië · Tadzjikistan · Tanzania · Thailand · Togo · Tonga · Trinidad en Tobago · Tsjaad · Tsjechië · Tunesië · Turkije · Turkmenistan · Uruguay · Vanuatu · Venezuela · Verenigde Arabische Emiraten · Verenigde Staten · Vietnam · Wit-Rusland · Zambia · Zimbabwe · Zuid-Afrika · Zuid-Korea · Zweden · Zwitserland